# Kim Berg
Kim Kristoffer Berg, född 9 juli 1974 i Vasa, är en finländsk politiker (Socialdemokraterna). Han är ledamot av Finlands riksdag sedan 2019.
Berg blev invald i riksdagen i riksdagsvalet 2019 med 6 734 röster från Vasa valkrets.